# Ugab (glazbalo)
Ugab (  'ugab ), puhačko glazbalo, starinsko glazbalo, slično diplama. Bilo je izrađeno od trske ili rogoza. Najstarija poznata vrsta glazbala u starom Izraelu. Većinom su na njemu svirali pastiri. Spominje se u Bibliji (Post 4,21; Ps 150,4).
Ugab je starozavjetno glazbalo čiji točan oblik još uvijek je predmetom rasprave.

## Vanjske poveznice
- • ChristianAnswers.Net MUSICAL INSTRUMENTS in the Bible • WebBible Encyclopedia